# Le Droit Humain
Масонский смешанный международный орден Le Droit Humain (DH) — смешанное масонское послушание, основанное в 1893 году, как Великая символическая шотландская ложа «Право человека», и получившее своё окончательное название в 1901 году.

## История ордена

### Основание
В 1880 году 12 масонских лож разорвали отношения с Центральной великой ложей Верховного совета Франции, объединив ложи трёх первых степеней, относящихся к Верховному совету Франции, и учредили новое послушание, под названием Великая символическая шотландская ложа. Некоторые из этих лож заявляли о возможности посвящения женщин, но не смогли продвинуться дальше своих заявлений.
9 января 1882 года ложа «Свободные мыслители» из Пека, являвшаяся одной из лож-основательниц, объявила себя автономной ложей, чтобы 14 января 1882 года принять в масонство Марию Дерэм, журналистку и феминистку, чьи ораторские таланты и борьба за права детей и женщин нашли отклик среди братьев.
Мария Дерэм стала первой француженкой, принятой в мужскую ложу. После данной инициации ложа начала испытывать трудности, которые вынудили 15 братьев подписать прошение о реинтеграции в ВСШЛ, что привело к исключению брата Уброна. Реинтеграция ложи «Свободные мыслители» состоялась в 1884 году и Мария Дерэм оставалась масоном без ложи в течение последующих 12 лет.
В это время Жорж Мартен, разделявший гуманистические и феминистические убеждения, начал обсуждать на масонских конференциях вопрос необходимости допуска женщин к масонскому посвящению на равных правах с мужчинами, строя свои доводы на значимости положения женщины в обществе, семье и образовательной системе. В январе 1890 года он предложил проект создания экспериментальной смешанной ложи под отличительным титулом «Права женщин» и отправил прошение об этом в ВСШЛ. Хотя некоторые ложи восприняли проект благожелательно, исполнительный совет послушания дал на это официальный отказ. Тогда вместе с Марией Дэрем было принято решение о создании независимой структуры, принимающей женщин.
После нескольких неформальных подготовительных встреч, прошедших между 1891 и 1893 годами, 14 марта 1893 года состоялось первое собрание, готовившее появление нового французского послушания. На этих собраниях, проходивших согласно масонскому ритуалу, Мария Дерэм, облачённая в кордон мастера, последовательно посвятила, возвысила в степень подмастерья и возвела в степень мастера 16 женщин-профанов. Все эти женщины были связаны с борьбой за эмансипацию и республиканские ценности. Жорж Мартен был символически аффилирован в эту «дикую» женскую ложу. 4 апреля 1893 года Жорж Мартен и 15 сестёр, присутствовавших на собрании, стали членами-основателями первого в мире смешанного масонского послушания, принявшего название «Великая символическая шотландская ложа Право человека» (ВСШЛПЧ). Мария Дерэм была избрана первым руководителем послушания, которое она объявила открытым для всех, независимо от расы, пола или вероисповедания.
Признание других либеральных послушаний, необходимое для укрепления и распространения смешанного масонства, было не без труда получено в первой половине XX века. Создание «Универсального смешанного верховного совета» было осуществлено Жоржем Мартеном с помощью Жозефа Десамбра, франкмасона и феминиста, обладавшего 33 градусом Древнего и принятого шотландского устава. Создание этой структуры позволило Праву человека провести реструктуризацию и стать международным послушанием, чьи члены могли развиваться в системе градусов ДПШУ, от 1 до 33. 11 мая 1901 года Масонский смешанный международный орден «Право человека» (МСМО ПЧ) опубликовал свою конституцию и стал центральным органом управления, выдающим учредительные патенты национальным федерациям.

## Организационная структура и принципы ордена

### Принципы
Согласно конституции, орден состоит из федераций, юрисдикций и пионерных лож, каждая из которых работает по Древнему и принятому шотландскому уставу, с 1 по 33 степени. Орден администрируется верховным советом, который имеет свою штаб-квартиру в Париже. Ложи ордена располагаются в 60 странах на 5 континентах.
Орден работает в защиту прав женщин и прав граждан. Его целью является сближение и защита в равной мере обеих половин человеческой расы, которые имеют одни и те же потребности и интересы как в семье, так и в обществе. Это означает для них преодоление партикуляризма, ростков сегрегации, изоляции и варварства и борьба за мир между народами.
Право человека отличается от других французских масонских послушаний тремя особенностями: смешанность — интернационализм — непрерывность инициатической 33-градусной системы в ДПШУ.
Штаб-квартира ордена находится в Париже, дом 5 по улице Жюль Бретон в 13-м округе.

### Конституция и генеральный регламент
Орден «Право человека» принял международную конституцию, подтверждающую его принципы. Первый её вариант был принят на международном конвенте в 1920 году.

### Основатели
Основателями первой смешанной ложи, названной Великой символической шотландской ложей — Право человека, стали: Мария Беке де Вьенн, Луиза Давид, Мария Дерэм, Шарлотта Дюваль, Анна Фересс-Дерэм, Элиза Леви-Морис, Жорж Мартен, Мария Арюндаль-Мартен, Мария Жорж-Мартен, Флорестина Морисо, Жюли Паскье, Мари Пьер, Миртий Ренне, Клеманс Руайе, Элиска Винсан, Луиза Виггишофф.
- Мария Дерэм
- Жорж Мартен
- Мария-Жорж Мартен
- Александра Давид-Неель
- Клеменс Руайе
- Элиска Винсан

### Список руководителей ордена
Начиная со времени своего основания, орден управляется избранным великим мастером:
- 1903—1914 — Мари-Жорж Мартен, супруга Жоржа Мартена и первый великий мастер ордена.
- 1914—1918 — Мари Бонвиаль, преподавательница, социалист и председатель Лиги за права женщин.
- 1918—1921 — Эжен Пирон, химик, социалист. Первый председатель Совета французской федерации (1921)[7].
- 1928—1934 — Люсьен Леви, химик и преподаватель.
- 1934—1947 — Анри Пти, страховщик. Председатель Совета французской федерации (1928).
- 1947—1954 — Маргарита Мартен. Помогала в возобновлении работ Права человека сразу же после окончания Второй мировой войны.
- 1954—1969 — Шарль Камбийо, преподаватель английского языка. При нем орден консолидировался и значительно расширился.
- 1969—1976 — Андре Клеман. Посвященный в Великом востоке Франции, он создал Верховный совет французской федерации в 1939 году.
- 1976—1990 — Жак Шуазе, бельгийский инженер, основатель первого бельгийского центра семейного планирования, занимал место великого мастера два срока подряд.
- 1990—1997 — Марк Грожан, историк и профсоюзный деятель, посвящен в Великом востоке Франции[8].
- 1997—2007 — Нйордур Нйярдвик, исландец, доктор филологии и университетский преподаватель.
- 2007—2012 — Даниэль Жюэтт, врач, психиатр и бывший председатель национального совета, равно как и бывший заместитель великого мастера.
- 2012—2017 — Иветт Рамон, преподаватель, лектор, бывший председатель Верховного совета французской федерации[9].
- 2017- наст. время — Даниэль Боленс, представитель швейцарской федерации Права человека.

### Универсальный смешанный верховный совет
Сохранением принципов ордена занимается верховный совет, управляющий всем орденом.
Для каждой федерации (или юрисдикции) ордена он назначает своего национального представителя, «Влиятельного суверенного великого командора», который является посредником между национальными структурами и верховным советом.

### Уставы, практикуемые в ордене
Основным уставом ордена является Древний и принятый шотландский устав, чьи 33 градуса управляются верховным советом. Тем не менее, из-за международного характера ордена, практикуются и другие уставы, в основном, в тех странах, где было развито англосаксонское масонство. В частности, достаточно распространен Ритуал Эмулейшн и некоторые его вариации.

### Практика дополнительных степеней
Орден работает в степенях Древнего и принятого шотландского устава, с 1 по 33 градус, не отделяя символические градусы (1-3) от дополнительных (4-33). Во Франции административным управлением 1-3 градусами занимается национальный совет, а дополнительными степенями (4-30) — комиссия дополнительных градусов (члены национального совета, обладающие 30 градусом и делегаты Верховного совета).

## Международное распространение
Пионерные ложи, юрисдикции и федерации ордена присутствуют в следующих странах:
- Африка: Марокко (Рабат), Бенин (Котону), Руанда, Сенегал (Дакар), Конго, Берег слоновой кости, Камерун (Дуала, Яунде), Того, Нигерия, Чад, Мали, Буркина Фасо, Гвинея, ЮАР (Ле Кап, Дюрбан, Йоханнесбург, Претория), Реюньон, Мадагаскар, Иль Морис;
- Америка: Канада (Монреаль, Квебек, Шербрук, Торонто), США, Мексика, Гваделупа, Мартиника, Гайана, Бразилия, Аргентина, Чили (Сантьяго, Вальпараисо), Колумбия, Парагвай, Перу, Уругвай, Венесуэла;
- Азия и Океания: Ливан, Израиль, Япония; Австралия, Новая Каледония, Таити;
- Европа: Исландия, Финляндия, Дания, Швеция, Норвегия, Франция, Бельгия, Люксембург, Великобритания, Швейцария, Германия, Австрия, Италия, Испания, Португалия, Литва, Эстония, Болгария, Румыния, Чехия, Словакия, Польша, Венгрия, Греция, Кипр (Никосия), Россия.

На сегодняшний день в орден входит 815 лож в 56 странах.

## Штаб-квартира ордена
Здание штаб-квартиры принадлежало сооснователю ордена Жоржу Мартену. Оно было построено между 1912 и 1914 годами по проекту Шарля Низе, почётного архитектора города Парижа. В ту эпоху был в моде Египет, на что повлиял египетский дворец, возведённый по случаю Всемирной выставки 1900 года.
Фасад штаб-квартиры поддерживается колоннами в форме пальм и украшен треугольниками, символизирующими Хоруса.
Фасад также украшен несколькими надписями:
- «LE DROIT HVMAIN»
- «В ЧЕЛОВЕЧЕСТВЕ ЖЕНЩИНА ИМЕЕТ ТЕ ЖЕ ОБЯЗАННОСТИ, ЧТО И МУЖЧИНА. ОНА ДОЛЖНА ОБЛАДАТЬ РАВНЫМИ С НИМ ПРАВАМИ В СЕМЬЕ И ОБЩЕСТВЕ»
- Над входной дверью в главный храм ордена начертан девиз ДПШУ: «ORDO AB CHAO».

## Американская федерация ордена
Первая ложа была основана в Нью-Йорке профессором Муццарелли в 1903 году под юрисдикцией «Право человека». Он также основал ложу «Альфа» в Шалерой (Пенсильвания), а также 50 других лож всего за 4 года и в 1908 году покинул США. В 1909 году делегаты от 12 из основанных им лож основали «Американскую Федерацию Права человека» в Сент-Луисе. К 1904 году под предводительством Луи Гоазье, наиболее влиятельного великого командора, уполномоченного представительства верховного совета в Париже было открыто около 100 лож.